# فرودگاه ناوویی
فرودگاه ناوویی (به انگلیسی: Navoiy Airport) (به زبان بومی: Navoiy Xalqaro Aeroporti) یک فرودگاه همگانی با کد یاتا NVI است که یک باند فرود بتن دارد و طول باند آن ۴۰۰۰ متر است. این فرودگاه در شهر نوایی، ازبکستان کشور ازبکستان قرار دارد و در ارتفاع ۳۴۸ متری از سطح دریا واقع شده‌است.

## شرکت‌های هواپیمایی و مقصدهای پروازی

### مسافری
| شرکت‌های هواپیمایی                 | مقصدهای پروازی            |
| --------------------------------- | ------------------------- |
| آئروفلوت اجرا توسط روسیه ایرلاینز | پالکوو                    |
| اورال ایرلاینز                    | دوموده‌دوو                 |
| ازبکستان ایرویز                   | دوموده‌دوو، پالکوو، تاشکند |

### باری
| شرکت‌های هواپیمایی | مقصدهای پروازی                                                                                               |
| ----------------- | --- |
| کورین ایر         | بازل-مولوز-فرایبورگ اروپا، بروکسل، استانستد لندن، میلانو مالپنسا، نوا به، اینچئون، بن گوریون، وین، ساراگوسا  |
| ازبکستان ایرویز   | اسخیپول آمستردام، مناس، ایندیرا گاندی، دوبی، چاتراپاتی شیواجی، آتاترک، دوموده‌دوو، امام خمینی، تیانجین بینهای |